# 平州 (河北省)
平州（へいしゅう）は、中国にかつて存在した州。北魏から金代にかけて、現在の河北省秦皇島市一帯に設置された。

## 概要
583年（開皇3年）、隋が郡制を廃すると、北平郡が廃止されて、平州に編入された。平州は盧龍県1県を管轄した。607年（大業3年）に州が廃止されて郡が置かれると、平州が北平郡と改称された。
619年（武徳2年）、唐により北平郡は平州と改められ、臨渝・肥如の2県を管轄した。742年（天宝元年）、平州は北平郡と改称された。758年（乾元元年）、北平郡は平州と改称された。
923年（天賛2年）、契丹が後唐の平州を攻め落とした。遼の平州は南京道に属し、遼興軍が置かれた。平州は盧龍・安喜・望都の3県を管轄した。
1123年（天輔7年）、金の阿骨打が遼の平州節度使の立愛を降した。平州は南京と改められた。1126年（天輔7年）、南京が平州にもどされた。平州は中都路に属し、盧龍・撫寧・海山・遷安・昌黎の5県を管轄した。
1215年、モンゴル帝国の史天倪が平州を奪い、金の経略使の乞住を降した。この地に興平府が置かれた。1300年（大徳4年）、元により興平府は永平路と改められた。永平路は中書省に属し、4県1州州領2県を管轄した。
1369年（洪武2年）、明により永平路は平灤府と改められた。1371年（洪武4年）、平灤府は永平府と改称された。永平府は北直隷に属し、1州5県を管轄した。
清のとき、永平府は直隷省に属し、1州6県を管轄した。